# Лев (Шептицький)

Герб Лева III Шептицького

Кардинал Лев III Шепти́цький (у світі Лев Людовік Шептицький; 23 серпня 1717, Шептичі, нині Самбірському районі Львівської області — 13 травня 1779, Радомишль) — український церковний діяч, греко-католицький митрополит Київський, Галицький та всієї Русі.

## Біографія
Народився 23 серпня 1717 року в с. Шептичі (нині Самбірському районі Львівської області, Україна).
Вчився у Папських Колегіях театинців у Львові й у Римі.
Вступив до ордену Василіян, під час дубненської капітули (1743 р.) став архімандритом у Мелечі. Після смерті стрийка Атанасія Шептицького 1748 р. іменовано його єпископом Львівським, Галицьким і Кам'янецьким.
З переходом Галичини в склад Габсбурзької монархії Л. Шептицький боронив селянство, що викликало неприхильність частини шляхти. Єпископ Лев створив при трьох своїх катедрах капітули; наслідком його заходів створено 1774 р. у Відні «Барбареум» для всіх греко-католиків Австрійської монархії. Л. Шептицький домагався відновлення галицької митрополії; підготував заснування Генеральної Семінарії (тепер Львівська духовна семінарія Святого Духа) у Львові.
1762 р. митрополит Київський Феліціян Володкович номінував Шептицького своїм коад'ютором з правами наступництва. Після смерті Феліціяна (Володковича), Лев управляв київською митрополією у 1778–1779 рр.
1 червня 1766 року здійснив посвячення (пишне, коштом фундатора Миколи Василя Потоцького) нової Церкви Успіння Пресвятої Діви Марії в Городенці.
Львівський латинський архієпископ Вацлав Сераковський конфліктував з ним, оскільки унійний владика намагався утворити Унійну митрополію з центром у Львові.
Помер у Радомишлі.

### Проголошення чудотворною ікони «Цариця Карпат»
1736 р. ікона Гошівської Богоматері заблищала великим сяйвом, а потім на обличчі Богородиці залишилась немовби роса, а з очей спливали сльози, що засвідчило багато людей і місцевий священик. Лев Шептицький, після проведення церковного розслідування, окремим декретом проголосив ікону Богоматері з Гошівського монастиря чудотворною. Від того часу ікона Гошівської Богоматері прославилась багатьма чудами, які було детально розслідувані та зафіксовані в спеціальній книзі, та отримала назву «Цариця Карпат».